# 塞夫雷
塞夫雷（法語：Sepvret，法語發音：[sɛvʁɛ]）是法國德塞夫勒省的一个市镇，属于尼奥尔区。

## 地理
塞夫雷（46°17'11"N, 0°5'23"W）面积17.01 平方千米，位于法国新阿基坦大区德塞夫勒省，该省份为法国西部内陆省份，北起曼恩-卢瓦尔省，西接旺代省，南至夏朗德省和滨海夏朗德省，东临维埃纳省。
与塞夫雷接壤的市镇（或旧市镇、城区）包括：博赛-维特雷、舍奈、谢镇、梅勒、普拉耶-拉库阿尔德。

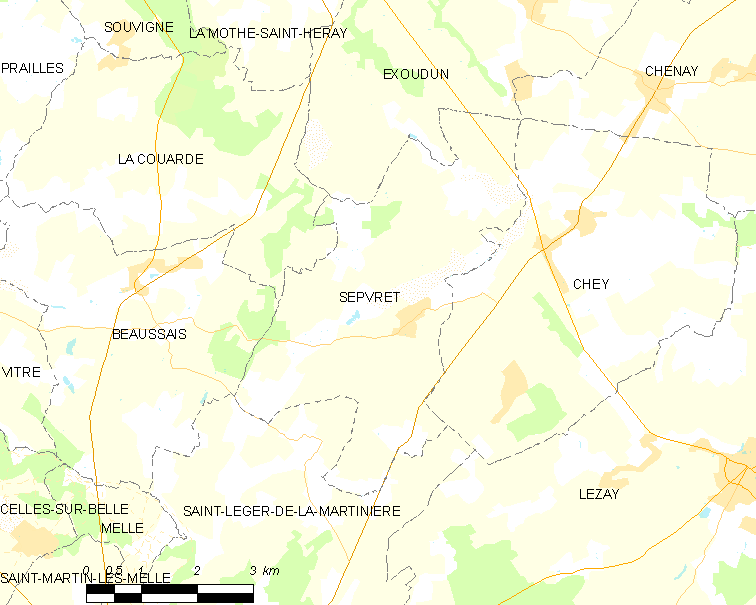
塞夫雷的OSM定位图

塞夫雷的时区为UTC+01:00、UTC+02:00（夏令时）。

## 行政
塞夫雷的邮政编码为79120，INSEE市镇编码为79313。

## 政治
塞夫雷所属的省级选区为贝勒河畔塞勒县。

## 人口

1962-2008年间塞夫雷人口变化图示

塞夫雷于2022年1月1日时的人口数量为638人。